# Dolar Draped Bust (1804)
Dolar Draped Bust (1804) – amerykańska srebrna moneta próbna o nominale jednego dolara amerykańskiego wybita początkowo na potrzeby podróży dyplomatycznych Edmunda Robertsa po Azji i Bliskim Wschodzie. Data wybicia na awersie sugeruje rok 1804, jednak monety te rzeczywiście były wybijane w latach 1834–1835 przez U.S. Mint. W latach 1859–1860 mennica wznowiła wybijanie tej monety, z drobnymi zmianami rewersu, na cele kolekcjonerskie. Właściwy dolar Draped Bust był emitowany w latach 1795–1803. W 1804 roku prezydent Thomas Jefferson wstrzymał wybijanie srebrnych monet jednodolarowych ze względu na ich odpływ poza granice państwa oraz problemy związane z zaopatrzeniem mennicy w kruszec na monety o tym nominale.
Współcześnie rozróżnia się trzy typy tej monety (używane są także określenia klasa I, klasa II i klasa III). Znanych jest ponad 15 sztuk monet ze wszystkich odmian. Ze względu na swoją historię moneta została nazwana przez amerykańskiego numizmatyka i handlarza monetami Benjamina Maximilliana Mehla mianem King of American Coins.

## Tło historyczne
Pierwsza ustawa dotycząca amerykańskiego mennictwa została podpisana przez prezydenta Jerzego Waszyngtona 2 kwietnia 1792 roku. Ustawa ta przyznawała prezydentowi prawo utworzenia państwowej mennicy i zatrudnienia w niej niezbędnych pracowników. Zezwalała ponadto na bicie następujących nominałów: 10 dolarów (Eagle), 5 dolarów (Half Eagle), 2,5 dolara (Quarter Eagle) ze złota; 1 dolar, 50 centów, 25 centów, 10 centów, 5 centów ze srebra; oraz 1 cent i 1/2 centa z miedzi. Na pierwszego dyrektora prezydent desygnował Davida Rittenhouse’a. Początkowo emitowano przede wszystkim monety miedziane. Wynikało to z faktu, że w kwietniu 1792 roku Kongres ustalił wysokość poręczeń dla każdego ze stanowisk głównego mincerza i probiercy na wysokość 10 000 dolarów. Obaj urzędnicy nie mogli znaleźć poręczeń, które spełniłyby ten wymóg i pozwoliły na bicie srebrnych monet. Dopiero po interwencji sekretarza stanu Thomasa Jeffersona Kongres i obniżeniu kwot poręczeń mennica mogła rozpocząć przygotowania do rozpoczęcia wybijania srebrnych monet. 
Prace nad wizerunkiem pierwszego dolara rozpoczął Robert Scot w 1794 roku. Jednak istnieje opinia, że prace te prowadził dużo wcześniej. W swojej propozycji Scot na awersie umieścił profil młodej kobiety ze swobodnie opadającymi włosami. Nad głową umieścił napis „LIBERTY”. Po lewej i prawej stronie głowy znalazły się gwiazdy w łącznej liczbie 15. Rewers natomiast przedstawiał orła otoczonego wieńcem. 15 października 1794 roku rozpoczęto bicie pierwszych srebrnych dolarów. Ze względu na zły stan zdrowia Rittenhouse zakończył swoją kadencję z dniem 30 czerwca 1795 roku. 9 lipca nowym dyrektorem mennicy został Henry William de Saussure. Nowy dyrektor postanowił zmienić wygląd wizerunków amerykańskich monet. Za zgodą prezydenta Waszyngtona poprosił malarza Gilberta Stuarta⁣, żeby ten rozpoczął prace nad nowymi propozycjami wizerunków monet. Bicie dolarów Draped Bust według projektu Stuarta rozpoczęto pod koniec października 1795 roku. W 1796 roku rząd Stanów Zjednoczonych zarządził poprawę wizerunków amerykańskich monet. Wynikało to z chęci dorównania standardom europejskim, gdzie na monetach coraz częściej na rewersach pojawiały się herby państwowe. W tym celu wykorzystano projekt Wielkiej Pieczęci Stanów Zjednoczonych projektu Roberta Scota i na rewersie umieszczono tzw. Heraldic Eagle. Od 1800 roku ilość kruszcu zasilającego rezerwy mennicy zaczęła maleć, a co za tym idzie, malała także liczba wybijanych monet jednodolarowych.
Problemy z zaopatrzeniem mennicy w srebro sprawiły, że w 1804 roku emisja tej monety została zawieszona przez prezydenta Thomasa Jeffersona. Inną przyczyną, która doprowadziła do zawieszenia wybijania monety jednodolarowej, był jej odpływ poza granice państwa, w szczególności do Chin. W pewnym momencie rząd amerykański brał pod uwagę pomysł zastąpienia w wymianie handlowej z chińskimi portami amerykańskich monet hiszpańskimi. Część z amerykańskich handlarzy została zmuszona do tego poprzez decyzję Jeffersona. Julian podkreśla, że wszystkie monety wybite jeszcze w 1804 roku miały na awersie wybity rok 1803. Wynikało to z dwóch faktów. Po pierwsze, pomysł o zawieszeniu bicia monet jednodolarowych pojawił się już w grudniu 1803 roku, wobec czego mennica nie podjęła wysiłku, aby zmienić stemple. Po drugie, w latach 1803–1805 w Stanach Zjednoczonych pojawił się niedobór stali narzędziowej, używanej do wyrobu stempli, co wymuszało optymalizację gospodarowania tym materiałem.

## Emisje dolarówDraped Bustz rokiem 1804

### Misje dyplomatyczne Edmunda Robertsa
Przez 30 lat kwestia wznowienia bicia srebrnych monet jednodolarowych nie miała zwolenników. Jednak w 1834 roku rząd Stanów Zjednoczonych, w ramach polityki otwierania swojej gospodarki na nowe rynki, podjął decyzję o wysłaniu swojego specjalnego przedstawiciela Edmunda Robertsa z misjami dyplomatyczno-handlowymi do sułtana Maskatu i Omanu Sa’ida ibn Sultana oraz króla Syjamu Ramy III. W celu ułatwienia nawiązania kontaktów Roberts zaproponował wręczenie wspomnianym władcom prezentów. Wśród nich miały się znaleźć amerykańskie monety zapakowane w specjalne szkatuły w barwach flag odwiedzanego państwa. W tym samym roku Departament Stanu poprosił U.S. Mint i Departament Skarbu o przygotowanie specjalnych zestawów monet próbnych wybitych stemplem lustrzanym na potrzeby wizyt dyplomatycznych.
Ówczesny dyrektor mennicy Samuel Moore postanowił skonsultować tę prośbę z innym urzędnikiem U.S. Mint Adamem Eckfeldtem, który pracował w mennicy od 1792 roku i zgromadził w swojej kolekcji wszystkie monety wybite od tamtego czasu. Eckfeldt stwierdził jednak, że nie ma monety jednodolarowej wybitej w 1804 roku. Wynikało to z tego, iż niewiele osób wiedziało o fakcie wybijania monet jednodolarowych w 1804 roku z datą wsteczną. Również w archiwum stempli mennicy nie znaleziono takich, które miałby tę datę na awersie. Dlatego zlecono wykonanie stempli z rokiem 1804 dla srebrnej monety jednodolarowej i złotej dziesięciodolarowej (Eagle). W listopadzie 1834 roku przygotowano dwa zestawy monet w specjalnych szkatułach, które z racji na swoje wykonanie były droższe od znajdujących się w nich monet. Pod koniec roku Departament Stanu przedłużył misję Robertsa o kolejne dwa państwa: Annam i Japonię. W tym celu Moore zamówił kolejne dwa zestawy monet. Tym razem szkatuły miały zostać wykonane w mennicy, a nie przez wynajętego artystę. W latach 1834–1835 wybito osiem sztuk takich monet. Opinia publiczna oraz kolekcjonerzy monet dowiedzieli się o emisji tej monety wraz z jej wyglądem z publikacji A Manual of Gold and Silver Coins autorstwa Jacoba Eckfeldta i Williama DuBoisa w 1842 roku. Typ monety wybity na potrzeby misji dyplomatycznych znany jest jako klasa I.

### Wznowione emisje Jamesa Snowdena i U.S. Mint
W latach 50. XIX wieku zainteresowanie amerykańskich kolekcjonerów starymi i rzadkimi monetami rosło. Ówczesny dyrektor mennicy James R. Snowden postanowił wznowić wybijanie wybranych monet i medali na cele kolekcjonerskie i handlowe. Świadczy o tym list Snowdena do sekretarza skarbu Howella Cobba z 22 stycznia 1859 roku. Dyrektor mennicy informuje w nim o dużym zainteresowaniu rzadkimi i próbnymi monetami ze strony kolekcjonerów. Snowden zaproponował, aby wybić kilka egzemplarzy każdej monety, a zyski osiągnięte ze sprzedaży przeznaczyć na rozwój izby z kolekcją monet U.S. Mint. Na swoją prośbę Snowden nie otrzymał odpowiedzi. Bowers używa tego faktu jako argumentu podającego pod wątpliwość legalność wznowienia bicia monety. Bowers podaje, że to publikacja Eckfeldta i DuBoisa mogła przyczynić się do wzrostu zainteresowania dolarem Draped Bust z rokiem 1804.
Typy monety wybite w latach 1859–1860 nazywa się współcześnie klasą II i klasą III. Oba typy były wybite nielegalnie przez Theodore’a Eckfledta. W przypadku klasy II Eckfeldt przebił stemplem dolara Draped Bust z rokiem 1804 około pięciu szwajcarskich talarów strzeleckich z datą 1857. Snowden dowiedział się o tym samowolnym przebiciu talarów, ale zdołał wykupić tylko cztery z nich. Jedyny zachowany znajduje się w zbiorach Smithsonian Institution. Dolary z klasy III zostały wybite trochę później, ale trafiły do sprzedaży dopiero po odejściu Snowdena ze stanowiska w 1861 roku. Ich cechą charakterystyczną jest to, że napisy na krawędzi monety wykonano dopiero po wybiciu awersu i rewersu. Ponadto osoby zaangażowane w bicie monet z klasy III nadały im cechy monet obiegowych, aby stworzyć złudzenie, że były wykorzystywane w handlu w 1804 roku. Tym, co odróżniało od razu monety wspomnianych klas, to większa przerwa pomiędzy słowami „STATES” i „OF” w przypadku klas II i III, a także dodanie trzynastej strzały do wiązki trzymanej przez orła w szponie również w przypadku monet klas II i III.
W 1860 roku mennica wykonała kolejne monety, tym razem metodą galwanotechniki. Obecnie znane są ich cztery sztuki. Monety te są wybite w miedzi i pokryte warstwą srebra. Na rewersie, pomiędzy ogonem orła a słowem „AMERICA”, znalazł się napis „COPY”.
W latach 1890–1891 znanych było 12 egzemplarzy dolara Draped Bust wybitego w różnych typach.

### DolaryDraped Bustz rokiem 1804 w XX i XXI wieku
Historia monety sprawiła, że jest ceniona przez wielu kolekcjonerów. Benjamin Mehl określił monetę mianem King of American Coins, chociaż nie było to niczym nowym, ponieważ już w XIX wieku z podobnym uznaniem pisano o egzemplarzach dolara Draped Bust z rokiem 1804.
Największą spośród egzemplarzy klasy III cenę osiągnął dolar Draped Bust z 1804 rokiem w 2009 roku na aukcji Heritage Auctions. Nabyto go za cenę 2,3 mln dolarów.
W 1999 roku egzemplarz klasy I zwany the Watters-Childs Specimen został sprzedany na aukcji za 4,14 mln dolarów. W 2013 roku inny egzemplarz, również klasy I, sprzedano za 3 877 500 dolarów na aukcji Heritage Auctions. W 2021 roku na aukcji Stack’s Bowers Galleries zakupiono dolara klasy I za cenę 7,86 miliona dolarów, co uczyniło ten egzemplarz drugim co do wartości dolarem w historii Stanów Zjednoczonych. Pierwszym jest dolar Flowing Hair nabyty za 10 mln dolarów w 2013 roku na aukcji Stack’s Bowers Galleries .

### Znane egzemplarze monety
| Typ       | Wizerunek | Wizerunek | Nazwy egzemplarzy |
| Typ       | Awers     | Rewers    | Nazwy egzemplarzy |
| --------- | --------- | --------- | --- |
| Klasa I   |           |           | - Mint Cabinet Specimen/U.S. Mint Specimen - the Stickney Specimen/Eliasberg Collection coin - King of Siam Presentation Specimen/Siam Specimen - the Sultan of Muscat Presentation Specimen/Watters Specimen - Dexter Specimen - Parmelee Specimen - Mickley Specimen - Cohen Specimen |
| Klasa II  |           |           | - Mint Cabinet Specimen/U.S. Mint Specimen |
| Klasa III |           |           | - Berg Specimen - Adams Specimen - Davis Specimen - Linderman Specimen - Dreifus-Rosenthal Specimen - Idler Specimen |

## Opis monety

### Awers
Awers dolara wybitego na potrzeby misji dyplomatycznych Robertsa w latach 30. XIX wieku stanowi kopię awersu dolara Draped Bust. Na środku awersu Miss Liberty, po jej lewej stronie siedem gwiazd, a po prawej sześć. Nad postacią napis „LIBERTY”. W tym typie monety pierwsza i druga gwiazda po lewej oraz dwunasta i trzynasta po prawej są bardziej do siebie zbliżone niż pozostałe. Litera I w słowie „LIBERTY” jest zbliżona do litery B. Tego samego stempla użyto do wybicia kolejnych typów dolara Draped Bust z 1804 rokiem na awersie.

### Rewers
Rewers stempla użytego do wybicia monet klasy I stanowi również kopię stempla używanego w latach 1798–1803. Litera A w słowie „STATES” znalazła się pomiędzy trzecią a czwartą chmurą nad gwiazdami. 12 strzał trzymanych w szponie przez orła ma wyraźny i czytelny kształt.
W przypadku stempla rewersu dla dolarów klasy II i III uważa się, że został on wykonany w tym samym czasie, co stempel klasy I, ale nie był wykorzystywany aż do końcówki lat 50. XIX wieku. Rewers ten różni się tym, iż odstęp pomiędzy słowami „STATES” i „OF” jest większy, litera E znalazła się pomiędzy czwartą a piątą chmurą, a litera A nad trzecią chmurą. Dodano trzynastą strzałę, która wyraźnie różni się niedbałym wykonaniem od pozostałych dwunastu. W przypadku monet klasy II i III ząbki wzdłuż obrzeża monety przypominają koraliki.

### Opis fizyczny
Szczegóły opisu fizycznego monety:
- Waga:

Klasa I: 410,21 granów (26,58 g)–416,4 granów (26,98 g)
Klasa II: 339,6 granów (25,45 g)
Klasa III: 402,8 granów (26,10 g)–416,25 granów (26,97 g)
- Średnica: 39–40 mm[40]
- Kruszec: Ag 892 (ustawowo)[d][40]
- Krawędź: z napisem „HUNDRED CENTS ONE DOLLAR OR UNIT”[40], moneta klasy II, w przeciwieństwie do klas I i III, ma gładką krawędź[25].
- Mennica: Filadelfia[40]